# Évita Muzic
Évita Muzic (* 26. Mai 1999 in Lons-le-Saunier) ist eine französische Radrennfahrerin, die Rennen auf der Straße und im Cyclocross bestreitet.

## Sportlicher Werdegang
Evita Muzic entstammt einer Radsportfamilie und begann im Alter von fünf Jahren mit dem Radsport.
2016 belegte Évita Muzic im Straßenrennen der Juniorinnen bei den Straßeneuropameisterschaften Platz zehn. Im Jahr darauf belegte sie bei den UCI-Straßen-Weltmeisterschaften 2017 ebenfalls im Straßenrennen Platz zehn. 2017 wurde sie französische Straßenmeisterin der Juniorinnen und erhielt für 2018 einen Vertrag beim Team FDJ Nouvelle-Aquitaine Futuroscope. 2019 gewann sie jeweils die Nachwuchswertung der Emakumeen Bira sowie der Tour Cycliste Féminin International de l’Ardèche und wurde erneut nationale Straßenmeisterin, dieses Mal in der Kategorie U23. Im Jahr 2020 entschied sie eine Etappe des Giro d’Italia Donne für sich und wurde Zehnte der Gesamtwertung.
2021 wurde die 22-jährige Muzic überraschend französische Straßenmeisterin der Elite und verwies dabei die Favoritin Audrey Cordon auf Platz zwei. Bei den Straßenradsport-Europameisterschaften 2021 gewann sie die Bronzemedaille im Straßenrennen der U23.
Ihren endgültigen internationalen Durchbruch schaffte Music in der Saison 2022 mit zahlreichen Spitzenergebnissen, unter anderem mit dem Gewinn der Alpes Grésivaudan Classic, Gesamtzweite bei der Vuelta a Burgos Feminas, Gesamtachte bei der Tour de France Femmes und Gesamtsechste der Tour de Romandie Féminin. 2023 bestätigte sie ihre Leistungen als erneute Siegerin bei Alpes Grésivaudan Classic, Fünfte bei La Flèche Wallonne Féminine und jeweils Gesamtsechste bei der La Vuelta Femenina und der Itzulia Women.
2024 machte Muzic nochmals einen Schitt nach vorn und kämpfte sich als Neunte unter die Top 10 der Weltrangliste. Voraussetzung dafür waren erneut Spitzenplatzierungen auf der WorldTour, unter anderem der vierte Platz beim La Flèche Wallonne Féminine, der fünfte Gesamtrang bei der La Vuelta Femenina und der vierte Gesamtrang bei der Tour de France Femmes. Ihren einzigen Saisonsieg erzielte sie mit dem Gewinn der sechsten Etappe der Vuelta Feminina, wo sie bei der Bergankunft am Laguna Negra Demi Vollering distanzieren konnte.
Neben ihren Rennen im Straßenradsport bestreitet Muzic gelegentlich auch Rennen im Cyclocross. Bis zur Saison 2018/19 nahm sie wiederholt auch am Weltcup teil.

## Erfolge
2017
- Französische Junioren-Meisterin – Straßenrennen

2019
- Nachwuchswertung Emakumeen Bira
- Nachwuchswertung Tour Cycliste Féminin International de l’Ardèche
- Französische U23-Meisterin – Straßenrennen

2020
- eine Etappe Giro d’Italia Donne

2021
- Französische Meisterin – Straßenrennen
- U23-Europameisterschaften – Straßenrennen

2022
- Nachwuchswertung Vuelta a Burgos Feminas
- Alpes Grésivaudan Classic

2023
- Alpes Grésivaudan Classic

2024
- eine Etappe Vuelta Femenina